# Gypona lobata
Gypona lobata är en insektsart som beskrevs av Spångberg 1881. Gypona lobata ingår i släktet Gypona och familjen dvärgstritar. Inga underarter finns listade i Catalogue of Life.